# Alin Lucian Antochi
Alin Lucian Antochi (ur. 10 grudnia 1972 w Romanie) – rumuński polityk, prawnik i samorządowiec, w 2009 deputowany do Parlamentu Europejskiego.

## Życiorys
Ukończył w 1997 studia prawnicze, do 2001 pracował jako doradca prawny w spółce prawa handlowego. W 2002 uzyskał uprawnienia adwokackie, praktykował w ramach izby adwokackiej okręgu Neamț, a od 2005 w prywatnej kancelarii adwokackiej. Zaangażował się w działalność Partii Socjaldemokratycznej, do której wstąpił w 2000. Obejmował funkcje kierownicze we władzach miejskich i okręgowych tego ugrupowania i jego organizacji młodzieżowej. W 2004 i 2008 wybierany do rady swojej rodzinnej miejscowości.
W styczniu 2009 objął mandat deputowanego do Parlamentu Europejskiego. W PE był członkiem Grupy Socjalistycznej oraz Komisji Prawnej. Kadencję zakończył w lipcu 2009, nie uzyskał reelekcji.